# María Dolores Rodríguez Sopeña
María Dolores Rodríguez Sopeña (Vélez-Rubio, 30 dicembre 1848 – Madrid, 10 gennaio 1918) è stata una religiosa spagnola, fondatrice della congregazione delle dame catechiste, proclamata beata nel 2003.

## Biografia
Iniziò giovanissima a visitare i poveri e gli ammalati a domicilio insieme a sua madre, dama della San Vincenzo; poi iniziò a dedicarsi all'insegnamento del catechismo alle carcerate, alle ricoverate negli ospedali di Madrid e nelle scuole domenicali.
Nel 1872 raggiunse il padre, giudice a Porto Rico, e continuò la sua opera di istruzione e formazione religiosa a favore delle ragazze di colore. Si trasferì poi, al seguito del padre, a Cuba, dove tentò di farsi suora ma venne respinta a causa di un suo difetto alla vista.
Tornata in patria, con l'aiuto di alcuni gesuiti, fondò diverse associazioni e una congregazione per la formazione spirituale e l'insegnamento catechistico.

## Il culto
La sua causa di canonizzazione venne introdotta nel 1980: dichiarata venerabile nel 1992, è stata proclamata beata da papa Giovanni Paolo II il 23 marzo 2003.
La sua memoria liturgica ricorre il 10 gennaio.